# A Invenção do Outro
A Invenção do Outro é um documentário brasileiro de 2022 dirigido, escrito, produzido e editado por Bruno Jorge. O filme segue uma expedição realizada pela Fundação Nacional dos Povos Indígenas (Funai) na Amazônia, na região fronteiriça entre Brasil, Peru e Bolívia, para estabelecer contato com os indígenas isolados do povo korubo e fazê-los reencontrar outros membros da família.
A equipe do filme era composta por agentes da Funai, profissionais da saúde e outros indígenas. O indigenista Bruno Pereira foi um dos principais nomes responsáveis pela realização do projeto, antes de ser assassinado no Vale do Javari ao lado de Dom Phillips no mesmo ano de lançamento do documentário. O filme teve exibições no Festival de Brasília, na Mostra de Cinema de Tiradentes, no Festival de Vídeo e Cinema de Cuiabá, no Festival Internacional de Cinema e Vídeo Ambiental e no Docville da Bélgica.

## Recepção crítica
Lúcia Monteiro escreveu para a Folha de S.Paulo que A Invenção do Outro trata a "história de maneira cuidadosa, consciente das iniciativas que o precederam, de suas armadilhas e encantos" e comparou-o com First Contact (1983), de Bob Connolly e Robin Anderson. A jornalista ainda destaca o protagonismo das mulheres indígenas que chamam a atenção mesmo sem conhecer o universo cinematográfico: "[elas] dirigem a cena [...] querem ver, ser agentes".